# Lindsay Burns
Pour les articles homonymes, voir Burns.
Lindsay Burns (née le 6 janvier 1965 à Big Timber) est une rameuse américaine.

## Biographie

### Palmarès

#### Aviron aux Jeux olympiques
- 1996 à Atlanta,  États-Unis
  -  Médaille d'argent en deux de couple poids légers[1]

#### Championnats du monde d'aviron
- 1994 à Indianapolis,  États-Unis
  -  Médaille de bronze en deux de couple poids légers
- 1991 à Vienne,  Autriche
  -  Médaille d'argent en deux de couple poids légers
- 1990 en Tasmanie,  Australie
  -  Médaille d'argent en deux de couple poids légers
- 1987 à Copenhague,  Danemark
  -  Médaille d'or en quatre de couple poids légers